# 蟻族
蟻族（ありぞく、イーズ）とは、中華人民共和国の都市部に生活する安定的な職を得られない大卒者集団である。「蟻族」ということばは、対外経貿大学副教授の廉思とその研究グループが2009年に刊行した『蚁族-大学毕业生聚居村实录』で使用したのがはじまりとされる（邦訳は勉誠出版刊『蟻族』）。

## 概要
1990年代後半以降、中国では、人々の大学進学熱に対応するために、政府は「高等教育の大衆化」を目指し、大学入学枠を大幅に拡大した。中国の大学定員は、1998年は約108万人であったが、1999年は約150万人、2000年には約221万人、そして2002年には約268万人と急増した。2009年になるとこれが610万人以上に達している。その一方で、産業構造の転換は後手に回っている。中国の労働市場では、「農民工」を対象とする単純労働の需要は大きいが、大卒者の希望する職種については求人が限られている。また熾烈な市場競争に直面した企業は、即戦力を採用したがる傾向があり、新卒者を時間をかけて育てあげるという余裕はない。こうしたミスマッチの結果、就職できなかった大卒者は、2007年には100万人、2008年には150万人、2009年には80万人に上る。彼らの多くは、低賃金の非正規労働で生計を立てながら、都市郊外（多くは「城中村」（都市の中の村）と呼ばれる農民工の居住地区にある）安アパートの一室に6-7名でルーム・シェアをして群れるように暮らしている。賢く勤勉だが、弱小で、群居しているところから「蟻族」と呼ばれる。この「蟻族」の数は、北京市内だけでも約数10万人、上海、広州、杭州、武漢、西安などの大都市にも「蟻族」の集住する「村」が形成されており、その規模は全国で100万人以上に達すると言われる。この「蟻族」の大半は「貧困第二世代」である。前述の廉教授は、以下のように述べる。「『蟻族』の多くは農村や県レベルの小さな町の出身である。両親は下流階級で家庭の所得も低い。彼らは小さいときから一生懸命勉強し、大学を卒業しさえすれば、人生を変えられると言われて育ち、苦学して大学に入り、良い就職を目指して学業に励んだ。しかし大学卒業と同時に、彼らは思い知らされる。コネがない者は、結局村に帰るしかないのだ」と。

## 映画
- 『今天明天』監督・唐家嶺、2013年、中国[6]

## 関連書籍
- 蟻族 高学歴ワーキングプアたちの群れ 勉誠出版、2010